# Sebastiania glabrescens
Sebastiania glabrescens är en törelväxtart som beskrevs av Ferdinand Albin Pax och Käthe Hoffmann. Sebastiania glabrescens ingår i släktet Sebastiania och familjen törelväxter. Inga underarter finns listade i Catalogue of Life.